# أليسون بيل (ممثلة)
أليسون بيل هي ممثلة مسرحية وسينمائية وتليفزيونة أسترالية.

## روابط خارجية
- أليسون بيل على موقع IMDb (الإنجليزية)
- أليسون بيل على موقع قاعدة بيانات الفيلم (الإنجليزية)